# 罗普维莱尔
罗普维莱尔（法語：Roppeviller，法語發音：[ʁɔpvilɛʁ]；洛林法兰克语：Roppwiller）是法国摩泽尔省的一个市镇，位于该省东部，属于萨尔格米讷区。

## 地理
罗普维莱尔（49°6'8"N, 7°30'31"E）面积13.77 平方千米，位于法国大東部大區摩泽尔省，该省份为法国东北部内陆省份，是洛林的一部分，西南接默尔特-摩泽尔省，东临下莱茵省，北与卢森堡和德国接壤。
与罗普维莱尔接壤的市镇（或旧市镇、城区）包括：比奇、阿斯珀尔希特、利德希特、什蒂策尔布龙。

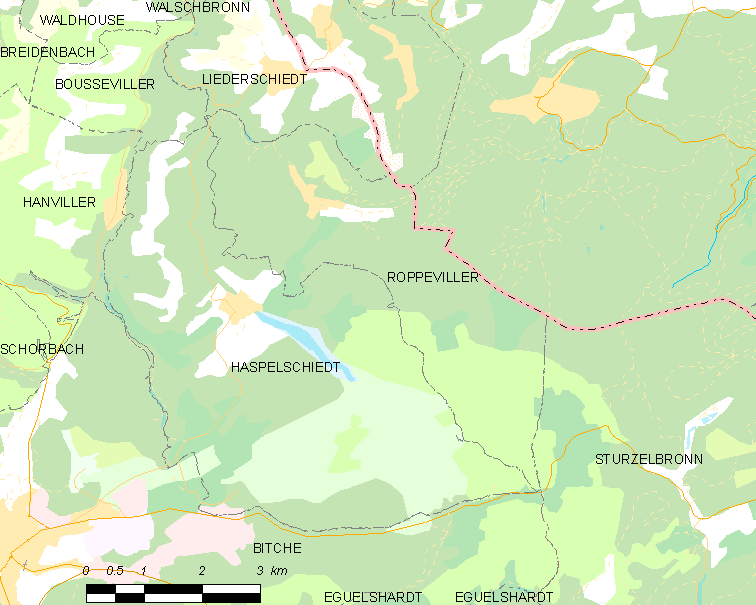
罗普维莱尔的OSM定位图

罗普维莱尔的时区为UTC+01:00、UTC+02:00（夏令时）。

## 行政
罗普维莱尔的邮政编码为57230，INSEE市镇编码为57594。

## 政治
罗普维莱尔所属的省级选区为比奇县。

## 人口

1962-2008年间罗普维莱尔人口变化图示

罗普维莱尔于2022年1月1日时的人口数量为96人。